# Robert Neuhaus
Robert Neuhaus (* 1864 in Krefeld; † 1934 in Wassenberg) war ein deutscher Architekt.

## Leben
Über die Schul- und Ausbildungszeit von Robert Neuhaus sind keine Einzelheiten bekannt. Beruflich war Neuhaus von 1887 bis 1894 als Architekt in Köln tätig, in der er auch seinen Lebensmittelpunkt hatte. Er unterhielt mit dem Dombaumeister Carl Schauppmeyer (1872–1933) ein gemeinsames Architekturbüro. Um das Jahr 1894 beteiligte sich Neuhaus an einem Architektenwettbewerb der Stadt Rheydt für einen geplanten Rathausneubau. Neuhaus bekam von der Stadt Rheydt den Auftrag für den Bau des Rathauses, obwohl sein Entwurf nicht den 1. Preis im Wettbewerb erhalten hatte. Im Zuge dieses Auftrags siedelte Neuhaus nach Rheydt über. Hier entwickelte er sich mit über 40 Wohn- und Geschäftshäusern sowie Fabrik u. Verwaltungsgebäuden zu einem bedeutenden Architekten der Region. Zu seinen Bauherren gehörten zahlreiche Unternehmer. Viele seiner Bauten stehen heute unter Denkmalschutz.

## Bauten und Entwürfe

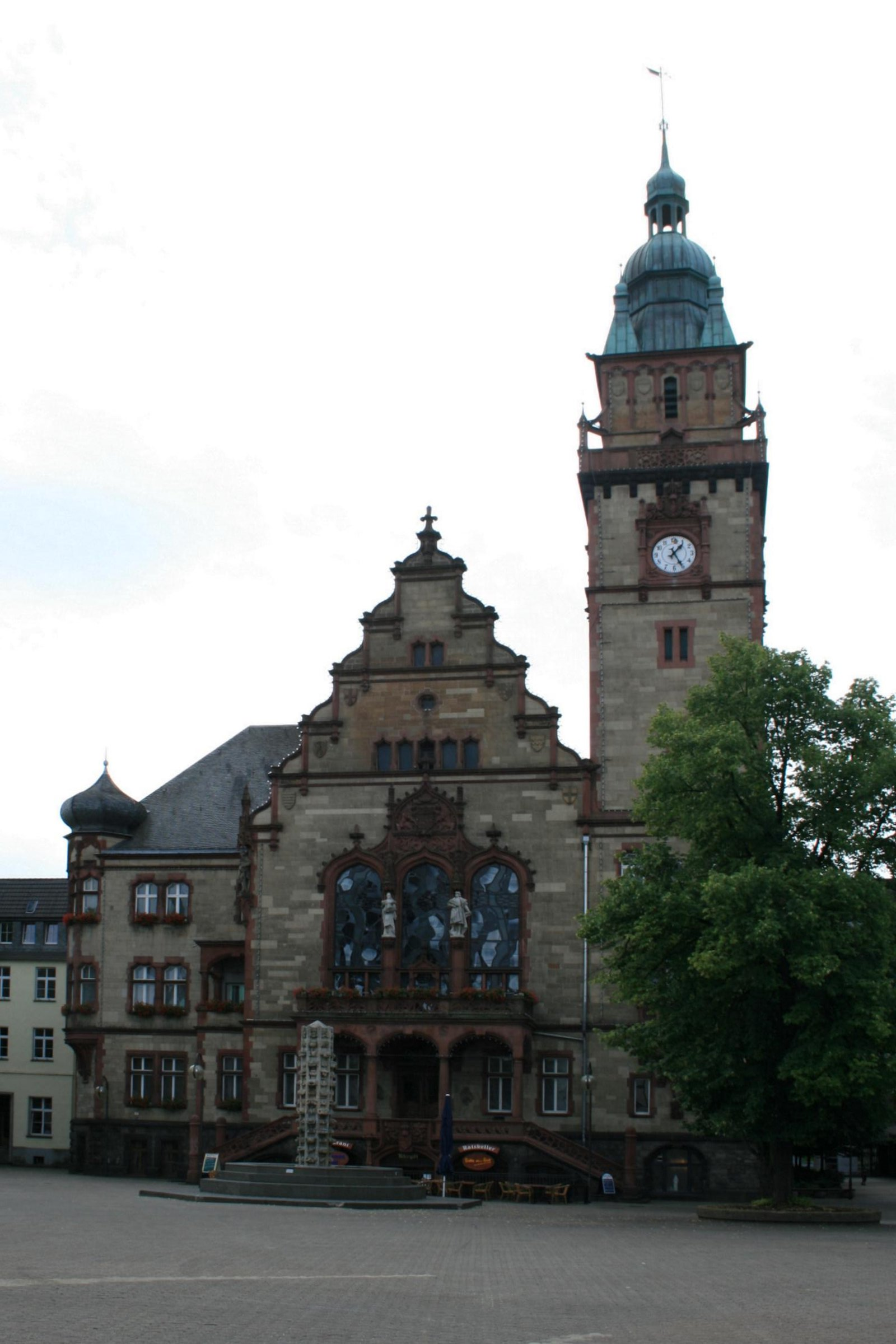
Rathaus Rheydt (1905)

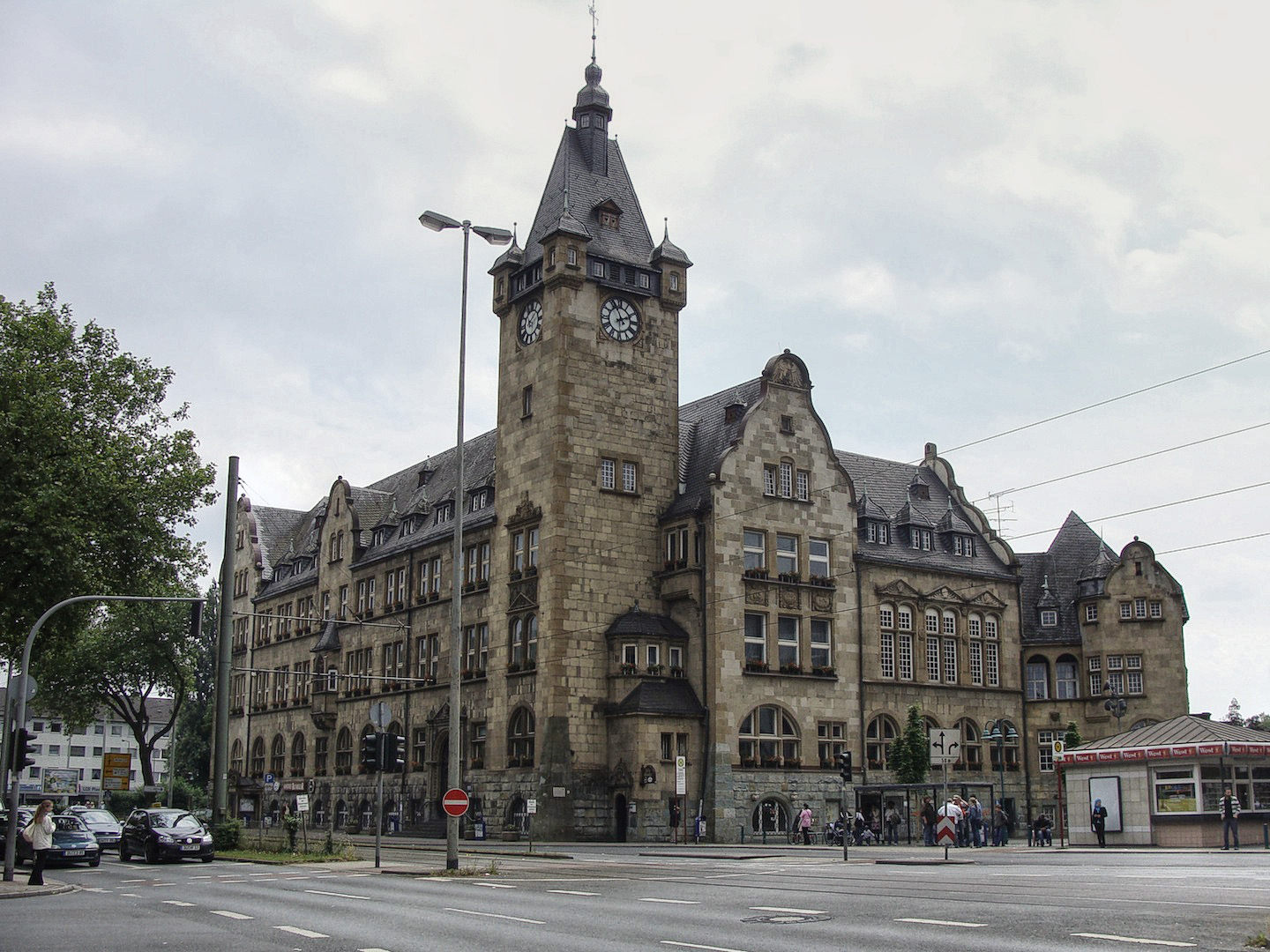
Rathaus Hamborn (2009)

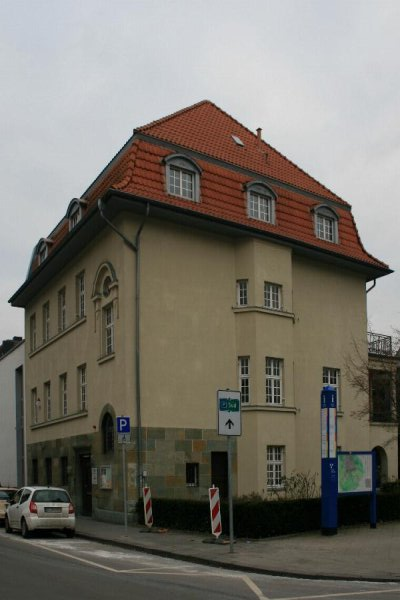
Wohnhaus Heine in Viersen (2009)

- 1894–1896: Rathaus Rheydt, Mark 11 in Mönchengladbach-Rheydt (unter Denkmalschutz)
- 1896: Wohnhäuser für Robert Endepohl und Eduard Determeyer, Endepohlstraße 9 und 11
- 1896: Wohnhaus für Oskar Kühlen und ehemaliges städtisches Museum, Bismarckstraße 97 in Mönchengladbach (unter Denkmalschutz)
- 1898: Wohnhäuser Hermann Rüdiger und Heine / Strater, Endepohlstraße 13 und 15
- 1898: Wohnhaus für den Werkzeugmaschinenfabrikanten Paul Froriep, Hugo-Junkers-Straße 2 in Mönchengladbach-Rheydt (unter Denkmalschutz, heute Parkhotel Rheydt)
- 1899: Wohnhaus Hugo Leuchters, Am Stadtbad 19
- 1899: Wohn- und Geschäftshaus für Dr. Kemperdick, Bahnhofstraße 34–36
- 1899: Wohnhaus für Ernst Pungs, Brucknerallee 33
- 1902–1904: Rathaus Hamborn, Duisburger Straße 213 in Duisburg-Hamborn (unter Denkmalschutz)
- 1906 Wohn- und Geschäftshaus für Dr.Reh, Hugo-Preuß-Straße 34, Rheydt, Es handelt sich um ein traufständiges, vierachsiges und dreigeschossiges Wohnhaus unter einem Mansarddach mit sehr repräsentativer Natursteinfassade und weit vorgezogener Dachtraufe (unter Denkmalschutz), Eintrag: D. Kapic Schotes_Denkmalsanierung Hugo-Preuß-Straße 34
- 1908: Wohnhaus für Emil Schött, Brucknerallee 59
- 1910–1911: Wohnhaus für den Maschinenfabrikanten Ernst Heine, Heimbachstraße 12 in Viersen (unter Denkmalschutz)
- 1910: Wohnhaus für den Textilfabrikanten Walther Bresges auf dem Gelände des Gestüts Zoppenbroich, Zoppenbroich 65–67 (unter Denkmalschutz)
- 1912: eigenes Wohnhaus Neuhaus’, Parkstraße 71 in Mönchengladbach[1]
- 1912: Wohnhaus für den Fabrikanten Pelzer-Teacher, Mozartstraße 22 in Mönchengladbach (unter Denkmalschutz)
- 1914: Verwaltungsgebäude für die Maschinenfabrik Gebrüder Heine, Greefsalle 1–5 in Viersen (unter Denkmalschutz)
- 1914–1916: Villa Hecht für den Textilfabrikanten Paul Busch, Mozartstraße 19 in Mönchengladbach (unter Denkmalschutz)
- 1921: Wohnhaus für den Lederfabrikanten Carl Marx, Gerberstraße 20 in Viersen (unter Denkmalschutz)
- 1927: Wohnhaus für Peter Irmen, Beethovenstraße 55/57

Verschiedene Bauten von Robert Neuhaus finden sich auch in der Liste der Baudenkmäler in Viersen (G–L).